# Ribeira de Nisa
Ribeira de Nisa ist ein Ort und eine ehemalige Gemeinde (Freguesia) im portugiesischen Kreis Portalegre. In ihr leben 1371 Einwohner (Stand 30. Juni 2011).
Im Zuge der Gebietsreform vom 29. September 2013 wurden die Gemeinden Ribeira de Nisa und Carreiras zur neuen Gemeinde União das Freguesias de Ribeira de Nisa e Carreiras zusammengeschlossen.